# Cataxia babindaensis
Espèce
Cataxia babindaensis est une espèce d'araignées mygalomorphes de la famille des Idiopidae.

## Distribution
Cette espèce est endémique du Queensland en Australie.

## Étymologie
Son nom d'espèce, composé de babinda et du suffixe latin -ensis, « qui vit dans, qui habite », lui a été donné en référence au lieu de sa découverte, Babinda.

## Publication originale
- Main, 1969 : The trap-door spider genus Cataxia Rainbow (Mygalomorphae: Ctenizidae) taxonomy and natural history. Australian Journal of Entomology, vol. 8, no 2, p. 192-209 (texte intégral).